# ITF Rom (Antico Tiro a Volo)
Das ITF Rom (Antico Tiro a Volo) ist ein Tennisturnier der ITF Women’s World Tennis Tour, das in Rom ausgetragen wird. Veranstaltungsort des Turniers ist der Circolo Antico Tiro a Volo.

## Geschichte
Offizielle Namen der Turniere bis heute:
- 2005–2018: Rome Tiro a Volo
- 2019–: Antico Tiro a Volo

## Siegerliste

### Einzel
| Jahr                                            | Kategorie | Siegerin               | Finalgegnerin        | Ergebnis       |
| ----------------------------------------------- | --------- | ---------------------- | -------------------- | -------------- |
| 2005                                            | $10.000   | Romina Oprandi         | Magda Mihalache      | 6:4, 6:4       |
| 2006                                            | $10.000   | Anna Floris            | Marina Shamayko      | 6:3, 6:0       |
| 2007                                            | $100.000  | Caroline Maes          | Marta Marrero        | 6.4, 7:67      |
| 2008                                            | $75.000   | Tathiana Garbin        | Yvonne Meusburger    | 6:4, 4:6, 7:66 |
| 2009 fand das Turnier nicht statt.              |           |                        |                      |                |
| 2010                                            | $50.000   | Lourdes Domínguez Lino | Romina Oprandi       | 5:7, 6:3, 6:3  |
| 2011                                            | $50.000   | Christina McHale       | Jekaterina Iwanowa   | 6:2, 6:4       |
| Von 2012 bis 2014 fand das Turnier nicht statt. |           |                        |                      |                |
| 2015                                            | $25.000   | Martina Trevisan       | Lisa Sabino          | 6:1, 6:3       |
| 2016                                            | $50.000   | Sílvia Soler Espinosa  | Laura Pous Tió       | 2:6, 6:4, 7:5  |
| 2017                                            | $60.000   | Kateryna Koslowa       | Mariana Duque        | 7:66, 6:4      |
| 2018                                            | $60.000+H | Dajana Jastremska      | Anastassija Potapowa | 6:1, 6:0       |
| 2019                                            | W60+H     | Sara Errani            | Barbara Haas         | 6:1, 6.4       |
| 2020 und 2021 fand das Turnier nicht statt.     |           |                        |                      |                |
| 2022                                            | W60+H     | Tara Würth             | Chloé Paquet         | 6:3, 6.4       |
| 2023                                            | W60       | Jéssica Bouzas Maneiro | Raluca Șerban        | 6:2, 6:4       |

### Doppel
| Jahr                                            | Kategorie | Siegerinnen                             | Finalgegnerinnen                            | Ergebnis          |
| ----------------------------------------------- | --------- | --------------------------------------- | ------------------------------------------- | ----------------- |
| 2005                                            | $10.000   | Adriana González Peñas Romina Oprandi   | Gréta Arn Janette Bejlková                  | 6:3, 6:3          |
| 2006                                            | $10.000   | Denise Kirbijikian Jessica Orselli      | Veronika Raimrová Anamaria-Alexandra Sere   | kampflos          |
| 2007                                            | $100.000  | Marta Domachowska Emma Laine            | Maret Ani Caroline Maes                     | 1:0 Aufgabe       |
| 2008                                            | $75.000   | Klaudia Jans Alicja Rosolska            | Alina Schidkowa Marie-Ève Pelletier         | 6:3, 6:1          |
| 2009 fand das Turnier nicht statt.              |           |                                         |                                             |                   |
| 2010                                            | $50.000   | Christina McHale Olivia Rogowska        | Iryna Kurjanowitsch Arantxa Rus             | 6:4, 6:1          |
| 2011                                            | $50.000   | Sophie Ferguson Sally Peers             | Magda Linette Liana Ungur                   | kampflos          |
| Von 2012 bis 2014 fand das Turnier nicht statt. |           |                                         |                                             |                   |
| 2015                                            | $25.000   | Claudia Giovine Despina Papamichail     | Tara Moore Conny Perrin                     | 6:4, 7:62         |
| 2016                                            | $50.000   | İpek Soylu Xu Shilin                    | Réka Luca Jani Sopia Schapatawa             | 7:5, 6:1          |
| 2017                                            | $60.000   | Anastassija Komardina Nadia Podoroska   | Quirine Lemoine Eva Wacanno                 | 7:63, 6:3         |
| 2018                                            | $60.000+H | Laura Pigossi Renata Zarazúa            | Anastasia Grymalska Giorgia Marchetti       | 6:1, 4:6, [13:11] |
| 2019                                            | W60+H     | Elisabetta Cocciaretto Nicoleta Dascălu | Carolina Alves Elena Bogdan                 | 7:5, 4:6, [10:7]  |
| 2020 und 2021 fand das Turnier nicht statt.     |           |                                         |                                             |                   |
| 2022                                            | W60+H     | Andrea Gámiz Eva Vedder                 | Estelle Cascino Camilla Rosatello           | 7:5, 2:6, [13:11] |
| 2023                                            | W60       | Julija Hatouka Schibek Qulambajewa      | Yuliana Lizarazo María Paulina Pérez García | 6:4, 6:4          |

## Quelle
- ITF Homepage